# Asparagus recurvispinus
Asparagus recurvispinus — вид рослин із родини холодкових (Asparagaceae).

## Біоморфологічна характеристика
Це багаторічний кущ 50–100 см заввишки.

## Середовище проживання
Ареал: ПАР (Капські провінції).